# سیستاتیونین بتا لیاز
سیستاتیونین بتا لیاز, آنزیمی است که واکنش شیمیایی زیر را کاتالیز می‌کند:
L-cystathionine + H2O {\displaystyle \rightleftharpoons } L-homocysteine + NH3 + pyruvate
بنابراین دو سوبسترای این آنزیم شامل L-سیستاتیونین و آب و فراورده‌های آن نیز شامل L-هوموسیستئین, پیروات و آمونیاک است.
این آنزیم به گروه «کربن-گوگرد لیازها» از خانواده لیازها تعلق دارد. دیگر نام‌های این آنزیم عبارتند از: بتا سیستاتیوناز, سیستین لیاز, سیستاتیونین اِل هوموسیستئین لیاز و اِل سیستاتیونین اِل هوموسیستئین لیاز. این آنزیم در مسیرهای متابولیک زیر شرکت دارد: متابولیسم متیونین, متابولیسم سیستئین, متابولیسم اسید سِلِنوآمینو, متابولیسم نیتروژن و متابولیسم گوگرد. این آنزیم از فسفات پیریدوکسال به عنوان کوفاکتور استفاده می‌کند.